# Саркопения
Саркопения — возрастное атрофическое дегенеративное изменение скелетной мускулатуры, приводящее к постепенной потере мышечной массы и силы.

## Роль саркопении в современной медицине
Саркопения до недавнего времени не привлекала должного внимания геронтологов и других врачей. Роль состояния скелетной мускулатуры, её силы и массы в сохранении здоровья и увеличении продолжительности активной фазы жизни оставалась недооцененной, но в последние 15 лет отношение к саркопении стало меняться. По данным американских центров по контролю и профилактике заболеваемости, саркопения признана одним из пяти основных факторов риска заболеваемости и смертности у лиц старше 65 лет.
Саркопения в сентябре 2016 года впервые в истории вошла в международную классификацию болезней МКБ-10. В МКБ-11, вышедшей в 2018 году, этот термин был исключен.
Термин саркопения обычно не используют для описания потери мышечной массы при острых и подострых катаболических процессах, таких как сепсис, ВИЧ-инфекция, кахексия при раковых заболеваниях, послеоперационных состояниях, голодании, тяжёлой почечной недостаточности, хронических обструктивных лёгочных заболеваниях. Однако исследования последних лет выявили общие типы изменений в профилях экспрессии генов в скелетной мускулатуре независимо от формы и природы катаболического процесса.

## Саркопенический индекс
При работе с новыми пациентами трудно оценить текущую динамику процесса, так как неизвестна исходная мышечная масса в возрасте 30-40 лет и динамика её изменений с возрастом, поэтому Ундрицовым В. М. и соавторами предложен параметр «саркопенический индекс» для оценки стадии течения саркопении на основе лабораторных показателей уровней гормонов соматомедина-С (IGF-1) и кортизола. Использование саркопенического индекса позволяет без сложных диагностических исследований оценить эффективность проводимого лечения, определить прогностические критерии развития и течения заболевания и стадию саркопении.